# Saturnia defascia
Saturnia defascia är en fjärilsart som beskrevs av Gschwandner. 1923. Saturnia defascia ingår i släktet Saturnia och familjen påfågelsspinnare. Inga underarter finns listade.